# Herzberg Institute of Astrophysics
Das NRC Herzberg Institute of Astrophysics (NRC-HIA)  ist das führende kanadische Forschungszentrum für Astronomie und Astrophysik. Das Institut wurde nach dem kanadischen Physiker, Chemiker und Nobelpreisträger Gerhard Herzberg benannt und 1975 gegründet. Das Institut ist ein Teil des National Research Council of Canada und hatte seinen Hauptsitz zunächst in Ottawa, Ontario. 1995 wurde der Hauptsitz des Instituts nach Victoria, British Columbia auf das Gelände des  Dominion Astrophysical Observatory verlegt.
Das Institut betreibt das Dominion Radio Astrophysical Observatory in der Nähe von Penticton (British Columbia) sowie als kanadische Beteiligung am Canada-France-Hawaii Telescope das  Canadian Astronomy Data Centre. Weiterhin ist das Institut am Gemini-Observatorium, am James Clerk Maxwell Telescope und am Atacama Large Millimeter Array beteiligt. 
Des Weiteren entwickelt und baut das Institut Instrumente für die Astrophysik und Teleskope. 
Mitglieder des NRC-HIA sind am Pan-Andromeda Archaeological Survey Projekt mit dem Canada-France-Hawaii Telescope beteiligt.